# 1986-os Formula–1 olasz nagydíj
Az 1986-os Formula–1-es világbajnokság tizenharmadik futama az olasz nagydíj volt.

## Futam
|         | Rsz. | Versenyző          | Csapat                 | Körök | Idő/Kiesések     | Rajthely | Pontok |
| ------- | ---- | ------------------ | ---------------------- | ----- | ---------------- | -------- | ------ |
| 1       | 6    | Nelson Piquet      | Williams-Honda         | 51    | 1:17:42,889      | 6        | 9      |
| 2       | 5    | Nigel Mansell      | Williams-Honda         | 51    | + 9,828          | 3        | 6      |
| 3       | 28   | Stefan Johansson   | Ferrari                | 51    | + 22,915         | 12       | 4      |
| 4       | 2    | Keke Rosberg       | McLaren-TAG            | 51    | + 53,809         | 8        | 3      |
| 5       | 20   | Gerhard Berger     | Benetton-BMW           | 50    | + 1 kör          | 4        | 2      |
| 6       | 15   | Alan Jones         | Lola-Ford              | 49    | + 2 kör          | 18       | 1      |
| 7       | 18   | Thierry Boutsen    | Arrows-BMW             | 49    | + 2 kör          | 13       |        |
| 8       | 17   | Christian Danner   | Arrows-BMW             | 49    | + 2 kör          | 16       |        |
| 9       | 4    | Philippe Streiff   | Tyrrell-Renault        | 49    | + 2 kör          | 23       |        |
| 10      | 3    | Martin Brundle     | Tyrrell-Renault        | 49    | + 2 kör          | 20       |        |
| HN      | 22   | Alex Caffi         | Osella-Alfa Romeo      | 45    | Nincs mért ideje | 27       |        |
| Kiesett | 19   | Teo Fabi           | Benetton-BMW           | 44    | Defekt           | 1        |        |
| Kiesett | 27   | Michele Alboreto   | Ferrari                | 33    | Motorhiba        | 9        |        |
| Kiesett | 23   | Andrea de Cesaris  | Minardi-Motori Moderni | 33    | Motorhiba        | 21       |        |
| Kiesett | 31   | Ivan Capelli       | AGS-Motori Moderni     | 31    | Defekt           | 25       |        |
| Kiesett | 25   | René Arnoux        | Ligier-Renault         | 30    | Váltó            | 11       |        |
| Kiesett | 14   | Jonathan Palmer    | Zakspeed               | 27    | Motorhiba        | 22       |        |
| Kizárva | 1    | Alain Prost        | McLaren-TAG            | 27    | Kizárva          | 2        |        |
| Kiesett | 26   | Philippe Alliot    | Ligier-Renault         | 22    | Motorhiba        | 14       |        |
| Kiesett | 11   | Johnny Dumfries    | Lotus-Renault          | 18    | Váltó            | 17       |        |
| Kiesett | 8    | Derek Warwick      | Brabham-BMW            | 16    | Kipördült        | 7        |        |
| Kiesett | 24   | Alessandro Nannini | Minardi-Motori Moderni | 15    | Elektronika      | 19       |        |
| Kiesett | 21   | Piercarlo Ghinzani | Osella-Alfa Romeo      | 12    | Felfüggesztés    | 26       |        |
| Kiesett | 16   | Patrick Tambay     | Lola-Ford              | 2     | Baleset          | 15       |        |
| Kiesett | 7    | Riccardo Patrese   | Brabham-BMW            | 2     | Baleset          | 10       |        |
| Kiesett | 29   | Huub Rothengatter  | Zakspeed               | 1     | Motorhiba        | 24       |        |
| Kiesett | 12   | Ayrton Senna       | Lotus-Renault          | 0     | Erőátvitel       | 5        |        |

## Statisztikák
Vezető helyen:
- Gerhard Berger: 8 (1-6 / 25-26)
- Nigel Mansell: 29 (7-24 / 27-37)
- Nelson Piquet: 14 (38-51)

Nelson Piquet 17. győzelme, Teo Fabi 3. pole-pozíciója, 1. leggyorsabb köre.
- Williams 30. győzelme.

Alex Caffi első versenye.